# التجمع للتعليم حول التنمية المستدامة
التجمع للتعليم حول التنمية المستدامة (بالفرنسية: Rassemblement pour l'éducation au développement durable)‏ هو حزب سياسي في مالي. خاض الانتخابات الرئاسية في 29 أبريل 2007 مع المرشحة سيديبي أميناتا ديالو، التي احتلت المركز السابع بنسبة 0.55٪ من الأصوات. ديالو هي أول امرأة تخوض انتخابات رئاسية في البلاد.
خاض الحزب انتخابات 2013 البرلمانية،  لكنه فشل في الفوز بمقعد.